# Limes
Limesul, în original în latină limes romanus, este numele frontierei fortificate a Imperiului Roman, care traversa cu unele întreruperi aproape întreaga Europă, de la Nistru și Marea Neagră și până la limesul lui Hadrian (valul lui Hadrian) din Scoția de azi, având deci o lungime totală de mii de kilometri. 

## Fortificația limesului

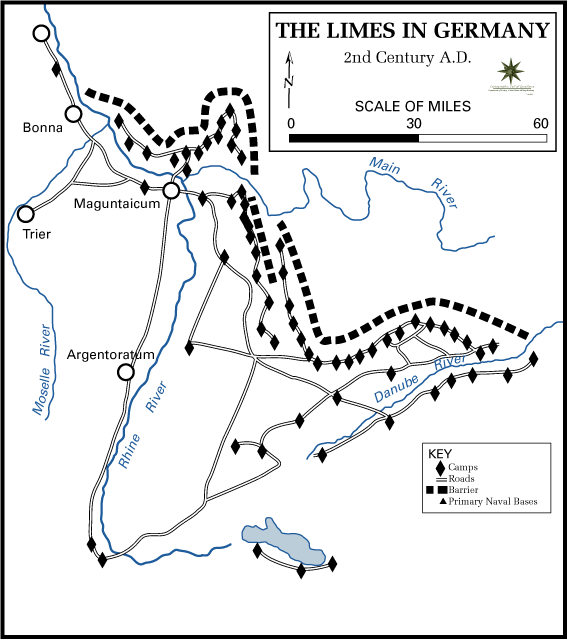
Limes în Germania, secolul al II-lea

Pe această linie de graniță legiunile (armatele) romane au construite diverse fortificații cu scopul de a păzi teritoriul imperiului, pentru a da alarmă imediată când se apropiau de graniță oștiri străine, și mai ales pentru a supraveghea circulația de graniță, pentru care ele încasau vame. Frontiera era de obicei compusă din:
- un drum ce urma linia hotarului
- de-a lungul acestui drum de hotar, un așa-numit "val de pământ", o ridicătură înaltă de circa 3 m, cu o lățime de circa 10–12 m, întărit pe porțiuni cu palisade (care, fiind de lemn, s-au pierdut aproape total) sau, în unele locuri, cu ziduri de piatră
- un șanț de apărare
- precum și, din loc în loc, turnuri de pază și chiar garnizoane militare complete, bine organizate, numite castru ("castrum romanum"). Un castru roman reconstruit aproape în întregime, astăzi muzeu, se poate vizita la Saalburg în apropierea limesului de lângă orașul Bad Homburg din Germania.

Se bănuiește că la nevoie, din turnurile de pază se transmiteau mesaje la cele imediat învecinate prin semnale de foc codificate, acestea ajungând din turn în turn până la castrul cel mai apropiat. Astfel, o alarmă de pericol se putea propaga rapid din orice punct de pe limes, pentru a chema în ajutor pe militarii din castre.
Resturi de fortificații de la limes (valul de pământ, șanțul, fundamente de turnuri etc.) se mai disting pe teren în unele locuri până și în ziua de azi.

## Dunărea de Jos

Valuri de pământ si limesuri in Dacia

Pe teritoriul României - al fostei Provincii Romane Dacia - se găsesc următoarele secțiuni de limes: limes Alutanus, limes Transalutanus și Brazda lui Novac (limes).
Porțiunile de limes de pe teritoriul Germaniei și României au fost înscrise drept monumente culturale în Patrimoniul mondial UNESCO.